# Indigene Bewegung in Chile
Spricht man in Chile von einer indigenen Bewegung, so steht dabei immer die Bewegung der Mapuche (Mapu = Erde, Che = Menschen; „Menschen der Erde“) im Vordergrund. Diese ist die bekannteste und mit 87,3 % auch die größte Indigene Gruppierung in Chile.

## Entstehung und Verlauf
Seit der Kolonialisierung Chiles durch die Spanier leisteten die Mapuche jenen Widerstand, wobei sich erst nach der militärischen Niederlage gegen chilenische Regierungstruppen 1883 eine soziale Bewegung herausbildete, die vor allem um Anerkennung in der chilenischen Gesellschaft kämpfte. Ende der 1920er Jahre war das Leitbild der derzeitigen Assimilationspolitik in Chile eine disziplinierte Gesellschaft, in deren Augen die traditionellen Siedlungsgebiete der Indigenen als „Un-Orte“ galten und aufgelöst werden mussten. Die meisten Siedlungen konnten diesem Prozess jedoch vorerst widerstehen, viele Mapuche wanderten jedoch aufgrund der Enteignungen und der darauf folgenden Armut in die Großstädte ab.
Unter der Regierung des Sozialisten Salvador Allende (1970–1973) verbesserte sich die Situation der Indigenen. Das Gesetz Nr. 17.729 erkannte indigene Kulturen als eigenständig an, erstatteten ihnen Landbesitz zurück und gründete das „La Fundación Instituto Indígena“ (Institut für indigene Entwicklung).
Nach dem Militärputsch von General Augusto Pinochet am 11. September 1973 wurde das Gesetz Nr. 17.729 allerdings wieder annulliert. 80 % der Ländereien, die zuvor im Besitz von Indigenen waren, wurden zu Eigentum von Großgrundbesitzern. Das Gesetz Nr. 2568 von 1979 führte zu einer kollektiven Enteignung der Indigenen und zum Abbau aller kulturellen, sozialen, politischen und wirtschaftlichen Strukturen. Pinochet bekräftigte sein Handeln durch die Aussage: „Es gibt keine Ureinwohner, wir sind alle Chilenen!“ womit er den Indigenen öffentlich den Anspruch auf eine eigene Kultur aberkannte.
Nachdem sich bei einem Plebiszit im Oktober 1988 54,6 % der Chilenen gegen die Militärdiktatur ausgesprochen hatten, unterzeichneten die Mapuche 1989 mit dem Präsidentschaftskandidaten der demokratischen Parteien Patricio Aylwin Azócar die Übereinkunft von Nueva Imperial, in dessen Rahmen das als „Ley Indigena“ bekannte Gesetzes Nr. 19253 verabschiedet wurde. Dieses Gesetz sollte die Situation der Indigenen in Chile verbessern. Zentraler Bestandteil war dabei die Gründung der „Corporación Nacional de Desarrollo Indigena“ CONADI (Nationale Gesellschaft für die Entwicklung der Ureinwohner), die bisher allerdings keine grundlegenden Erfolge verzeichnen konnte, da sich die Haltung der Regierungen gegenüber den Ureinwohnern auch nach der Diktatur wenig änderte.

## Organisationen
Die wichtigste Organisation der Mapuche Bewegung sind der „Consejo Todas las Tierras“, die „Coordinadora de Comunidades en Conflicto de Arauco-Malleco“ und verschiedene „Identidades Territoriales“. Während sich der Consejo von konfrontativen Aktionen weitgehend entfernt hat, um seine Forderungen nach politisch-territorialer Autonomie unter Leitung der traditionellen Führer durchzusetzen, setzt die Coordinadora als radikalste Mapuche-Organisation auf volle Konfrontation mit dem Staat. Des Weiteren versuchen verschiedene „Identidades Territoriales“ mit einer Mischung aus Verhandlungen und Konfrontation Autonomieräume für sich zu gewinnen. Hinzu kommen nationale Organisationen wie die „Coordinadora Nacional Indianista“ (CONACIN), sowie die vor allem im Norden Chiles agierende „Confederación Multicultural de Pueblos Originarios“ (CMPO), die sich für die Interessen und Rechte aller Indigenen in Chile einsetzten.

## Ziele
Das übergeordnete Ziel der Mapuche ist der Kampf um Anerkennung, der sich auf zwei Zielebenen darstellt: Zum einen geht es ihnen um kulturelle Anerkennung, zum anderen kämpfen sie gegen die sozio-ökonomische Benachteiligung, die sie durch Megaprojekte, wie den Staudammbau am Bío-Bío die die Aktivitäten der Forstindustrie in ihren Territorien erfahren. Ein aktuelles Ziel ist die Freilassung von inhaftierten Indigenen. Diese waren im Zusammenhang mit 1997 stattfindenden Ausschreitungen inhaftiert worden. Rechtliche Grundlage war die Reaktivierung des aus der Diktaturzeit stammenden „Anti-Terror“ Gesetzes.

## Mittel
Um ihre Forderungen durchzusetzen, verzichteten die Mapuche in der Vergangenheit in der Regel auf gewaltsame Aktionen. Lediglich Ende der 1990er Jahre kam es durch einige Mapucheaktivisten zu Ausschreitungen, wie etwa im Dezember 1997 im Süden Chiles. Dort kam es zu Zusammenstößen mit der Chilenischen Polizei, als Vertreter der Mapuche Straßen blockierten und Lastwagen von Forstunternehmen in Brand setzten, um so gegen die Rodung von Naturwäldern zu protestieren. Üblicherweise versuchen die Mapuche durch Protestmärsche wie im Juni 1999 von Temuco nach Valparaíso, oder den Protestritt nach Concepción im Oktober 1999, sowie durch Kundgebungen in ihren eigenen Radio- und Fernsehstationen ihre Forderungen zu untermauern. Um ihre Interessen durchzusetzen, greifen die Mapuche außerdem auf Lobbying, den Dialog mit der Regierung in Verhandlungen durch einzelne Mapucheorganisationen (wie den Consejo) und die Besetzung politischer Ämter auf lokaler Ebene zurück.

## Netzwerke
Stetige, nationale netzwerkartige Beziehungen sind unter den chilenischen indigenen Völkern nicht anzutreffen. In der Regel werden im Bedarfsfall projektbezogene Kontakte zu nationalen und internationalen Organisationen geknüpft. Dies ist auf nationaler Ebene bei der Zusammenarbeit mit anderen Sozialen Bewegungen zu beobachten. So taten sich die Mapuche im Kampf gegen die Diktatur mit anderen antidiktatorischen sozialen Bewegungen zusammen. Auch mit Vertretern der Bauernbewegung wird in einigen Regionen, aufgrund der von den Mapuche betriebenen Subsistenzwirtschaft, eng zusammengearbeitet. Solche Kontakte bestehen auch zu der supranationalen NGO Manos Unidas (www.manosunidas.org) sowie zu internationalen Organisationen wie UNICEF. Diese übernimmt die Schirmherrschaft und die Finanzierung von Indigenenkongressen, wie dem Mapucheparlament, das 2003 im Rahmen eines Mapuche Kongresses bei Concepción gegründet wurde.

## Identitäts- und Oppositionsprinzipien
Die Indigene Bewegung in Chile ist überwiegend homogen zusammengesetzt. In der Regel sind die Angehörigen Ureinwohner, die exklusiv ihre eigenen Interessen vertreten. Hierbei ist zu beachten, dass die Identitätsprinzipien je nach Stamm und Region variieren. Ein identitätsstiftendes Merkmal des Mapuchevolkes ist beispielsweise die Verbundenheit mit der Erde. Ihrer Meinung nach gibt sie den Menschen nicht nur einen Ort zum Leben, sondern bietet auch den Platz für die ihnen wichtigen Rituale. Aus diesen Gedanken heraus ergibt sich das Verantwortungsbewusstsein der Mapuche gegenüber der Erde. Sie sehen sich ihr gegenüber verpflichtet, zu arbeiten (Betreiben von Landwirtschaft) und einen produktiven Raum zu schaffen, von deren Erträgen sie leben können.
Die kapitalistische Erschließung des Südens Chiles 1883 bedeutete in vielerlei Hinsicht einen tiefgreifenden Bruch mit ihrer Lebensweise: Die Mapuche wurden zu sesshaften Subsistenzbauern gemacht, die in kleinen Comunidades lebten und sich nun verstärkt auch gegenüber staatlichen Institutionen rechtfertigen und ihre Identität definieren mussten.
Der Unmut der indigenen Bewegung in Chile richtet sich gegen Unternehmen wie den Energiekonzern ENDESA, dessen Expansionspläne für die Gebiete der Ureinwohner eine Gefahr darstellen (etwa durch das Staudammprojekt am Bío-Bío-Fluss), aber auch gegen die Ausbeutung von Wäldern durch Zellulosefirmen sowie den Bau neuer Küstenstraßen, Autobahnen und umweltschädigender Ölpipelines.
Ein Kernproblem stellen vor allem die Institutionen des chilenischen Staates dar, welche durch die Verfassung bestimmter Gesetze die Expansion wirtschaftlich profitabler Konzerne unterstützen, den Status der Indigenen degradieren und in einigen Fällen die Inhaftierung ihrer geistigen und sozialen Anführer (Lonkos) anordnen.

## Ergebnisse
Der wichtigste Meilenstein im Kampf um die Ziele der Indigenen war das „Ley Indigena“ – Gesetz von 1993. Dieser Zeitpunkt markiert den sog. „Nuevo Indigenismo“ („Neuer Indigenismus“) Die darin festgelegten Maßnahmen sind bis heute allerdings nur ansatzweise umgesetzt worden. Das Übereinkommen von Nueva Imperial ist somit aus der Sicht der Mapuche gescheitert.
Die Errichtung Indigener Radio- und Fernsehanstalten und der Bau autonomer Indigener Schulen gehören zu den positiven Errungenschaften.
Problematisch ist außerdem, dass sich die Chilenische Verfassung deutlich von den anderen südamerikanischen Verfassungen abhebt, da sie den Indigenen keine Sonderstellung einräumt. Deshalb kämpft das Mapucheparlament für eine verfassungsverankerte Anerkennung des Mapuchevolkes seitens der Chilenischen Regierung und der politischen Parteien des Landes. Außerdem soll die Unterzeichnung der Konvention ILO 169 vom Chilenischen Staat verlangt werden.
Stattdessen wird jeder Versuch des sozialen Widerstandes der Indigenen kriminalisiert und hat Gerichtsverfahren zur Folge, in denen sich die Angeklagten auf der Grundlage des „Anti-Terror-Gesetzes“ verantworten müssen. Die Anwendung dieses Gesetzes hat zu hohen Kosten, vielen Verletzten und zahlreichen Verhaftungen geführt. Ein weiteres Problem ergibt sich im Rahmen der Territorialstreitigkeiten. Die abweisende Haltung der Konzerne und der Regierung gegenüber den Indigenen führt dazu, dass von den Ureinwohnern vorgebrachte Alternativprojekte zum Schutz der Umwelt ignoriert werden und kein Übereinkommen erzielt werden kann.